# Acridocephala bistriata
Acridocephala bistriata är en skalbaggsart som beskrevs av Louis Alexandre Auguste Chevrolat 1855. Acridocephala bistriata ingår i släktet Acridocephala och familjen långhorningar.
Artens utbredningsområde är Nigeria. Inga underarter finns listade i Catalogue of Life.